# 麻栗坡银背藤
麻栗坡银背藤（学名：Argyreia marlipoensis）为旋花科银背藤属的植物，是中国的特有植物。分布于中国大陆的云南等地，生长于海拔1,050米的地区，多生长于石灰岩山杂木林中。